# كأس الاتحاد الإنجليزي 2019–20
كأس الاتحاد الإنجليزي 2019–20 (بالإنجليزية: 2019–20 FA Cup)‏ هي النسخة 139 من بطولة كرة القدم الأقدم في العالم، بدأت منافسات الكأس في 10 أغسطس 2019 وستنتهي بعقد نهائي كأس الاتحاد الإنجليزي 2020 في 23 مايو 2019.
نادي مانشستر سيتي الذي يلعب في الدوري الإنجليزي الممتاز هو حامل اللقب.

## الجولة والموعد والتواريخ
| المرحلة          | الجولة                    | موعد القرعة   | تاريخ أول مباراة | م.    |
| ---------------- | ------------------------- | ------------- | ---------------- | ----- |
| جولات التصفيات   | الجولة التمهيدية الإضافية | 12 يوليو 2019 | 10 أغسطس 2019    | [ 1 ] |
| جولات التصفيات   | الدور التمهيدي            | 12 يوليو 2019 | 24 أغسطس 2019    | [ 1 ] |
| جولات التصفيات   | الدور الأول في التصفيات   | سيُعلن لاحقاً   | 7 سبتمبر 2019    | [ 1 ] |
| جولات التصفيات   | الدور الثاني في التصفيات  | سيُعلن لاحقاً   | 21 سبتمبر 2019   | [ 1 ] |
| جولات التصفيات   | الدور الثالث في التصفيات  | سيُعلن لاحقاً   | 5 أكتوبر 2019    | [ 1 ] |
| جولات التصفيات   | الدور الرابع في التصفيات  | سيُعلن لاحقاً   | 19 أكتوبر 2019   | [ 1 ] |
| البطولة الرئيسية | الجولة الأولى             | سيُعلن لاحقاً   | 9 نوفمبر 2019    | [ 1 ] |
| البطولة الرئيسية | الجولة الثانية            | سيُعلن لاحقاً   | 30 نوفمبر 2019   | [ 1 ] |
| البطولة الرئيسية | الجولة الثالثة            | سيُعلن لاحقاً   | 4 يناير 2020     | [ 1 ] |
| البطولة الرئيسية | الجولة الرابعة            | سيُعلن لاحقاً   | 25 يناير 2020    | [ 1 ] |
| البطولة الرئيسية | الجولة الخامسة            | سيُعلن لاحقاً   | 4 مارس 2020      | [ 1 ] |
| البطولة الرئيسية | ربع النهائي               | سيُعلن لاحقاً   | 21 مارس 2020     | [ 1 ] |
| البطولة الرئيسية | نصف النهائي               | سيُعلن لاحقاً   | 18 أبريل 2020    | [ 1 ] |
| البطولة الرئيسية | النهائي                   | سيُعلن لاحقاً   | 23 مايو 2020     | [ 1 ] |